# Varzelândia
Varzelândia – miasto i gmina w Brazylii, w stanie Minas Gerais.